# Biagio Aldimari
Biagio Aldimari (o Altomare), noto anche con lo pseudonimo di Tobia Almagiore (Napoli, 1630 – 1713), è stato un giurista italiano.

## Biografia

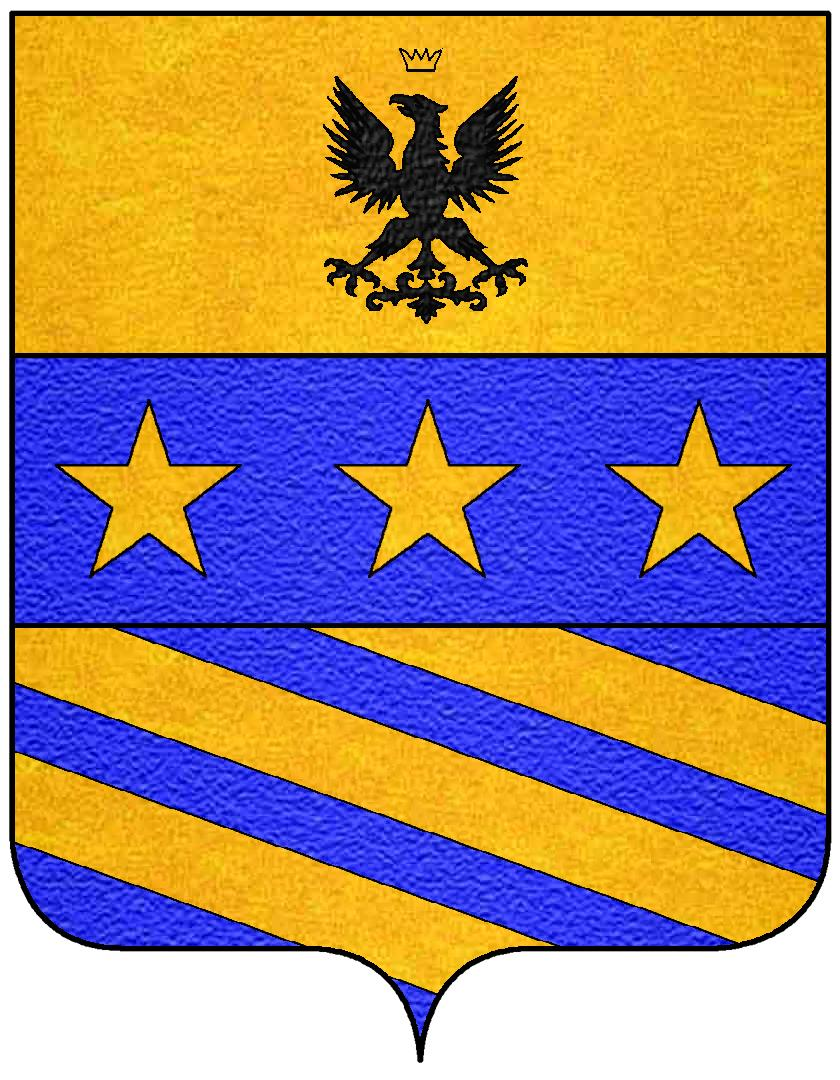
Stemma della famiglia Aldimari

Dopo aver conseguito il dottorato, Biagio Aldimari divenne avvocato e poi uditore generale dell'esercito presso il Castel Nuovo di Napoli. In seguito fu nominato consigliere della Regia Camera della Sommaria e alcuni anni dopo anche del Sacro Regio Consiglio. 
La sua abitazione era luogo di ritrovo per gli intellettuali dell'epoca, in particolare per i membri della Società degli Spensierati di Rossano, cui Biagio apparteneva.

Frontespizio del Tractatus de nullitatibus, 1701 (Fondazione Mansutti, Milano)

Tra le sue opere si ricordano le Memorie historiche di diverse famiglie nobili, così napoletane, come forastiere e l'Historia genealogica della famiglia Carafa, entrambi trattati in tre libri sulle famiglie nobili del Regno di Napoli, le Pragmaticæ, edicta, decreta, regiaeque sanctiones Regni Neapolitani, il Tractatus de nullitatibus, nel quale l'autore affronta soprattutto il tema delle questioni morali legate all'assicurazione, l'Emendazione della Critica di Roberto Lanza, cioè di Domenico Confuorto, a due principali luoghi dell'Istoria della famiglia Carafa e la Raccolta di varie notitie historiche, non meno appartenenti all'Historia del Svmmonte, scritta sotto lo pseudonimo anagrammato di Tobia Almagiore, che si rifà all'opera Dell'historia della città, e Regno di Napoli di Giovanni Antonio Summonte.